# Violeta de Outono (álbum)
Violeta de Outono es un disco de la banda brasileña psicodélica/rock progresivo Violeta de Outono. Fue lanzado el 7 de julio de 1987 por la discográfica RCA Records. En 2007 fue relanzado por la discográfica Voiceprint Records.

## Recepción

### Crítica
La importancia que se puede inferir sobre el primer disco del Violeta de Outono sería la influencia de la psicodelia sesentista con el nuevo contexto de rock que se creaba en Brasil en los años 1980, generando una sonoridad compleja, psicodélica y bella.

## Canciones
| N.º | Título                               | Escritor(es)                 | Duración |  |
| 1.  | «Outono»                             | Irene Sinnecker              | 3:33     |  |
| 2.  | «Declínio de Maio»                   | Fábio Golfetti               | 5:02     |  |
| 3.  | «Faces»                              | Fábio Golfetti               | 3:41     |  |
| 4.  | «Luz»                                | Fábio Golfetti               | 4:16     |  |
| 5.  | «Retorno»                            | Fábio Golfetti               | 3:52     |  |
| 6.  | «Dia Eterno»                         | Fábio Golfetti               | 3:37     |  |
| 7.  | «Noturno Deserto»                    | Fábio Golfetti               | 4:39     |  |
| 8.  | «Sombras Flutuantes»                 | Fábio Golfetti               | 6:28     |  |
| 9.  | «Tomorrow Never Knows» (The Beatles) | John Lennon y Paul McCartney | 3:58     |  |

## Créditos y personal
- Fabio Golfetti – voz, guitarra
- Cláudio Souza – batería
- Angelo Pastorello – bajo
- Reinaldo B. Brito – producción
- Pedro Fontanari Filho, Stelio Carlini, Walter Lima, Claudio Coev – ingenieros de audio
- Gunther J Kibelkstis - supervisión